# 톰 베리카
톰 베리카(Tom Verica, 1964년 5월 13일 ~ )는 미국의 배우이다.

## 출연 작품
- 프린세스 구출 대작전 (2009)
- 조디악 (2007)
- 더 나인 (2006)
- 아버지의 깃발 (2006)
- 레드 드래곤 (2002)
- 머더 바이 넘버 (2002)
- 악마의 버뮤다 (1998)
- 파더스 데이 (1997)
- 느슨한 여자 (1996)
- 어쌔신 파일 (1996)
- 살인 기지 (1994, Breach of Conduct)
- 아마존의 추적자 (1993)
- 도나토와 그의 딸 (1993)
- 다이 하드 2 (1990)

### 텔레비전
- 4400 (2004)
- 어글리 베티 (2006)
- 그레이 아나토미 시즌4 (2007)
- 프라이빗 프랙티스 (2007)
- 멘탈리스트 3 (2010)
- 해리스 로우 시즌1 (2010)
- LA 로 (1986)